# Austrolimnophila (Austrolimnophila) echidna
Austrolimnophila (Austrolimnophila) echidna is een tweevleugelige uit de familie steltmuggen (Limoniidae). De soort komt voor in het Afrotropisch gebied.